# Vriesea duidae
Vriesea duidae är en gräsväxtart som först beskrevs av Lyman Bradford Smith, och fick sitt nu gällande namn av Eric J. Gouda. Vriesea duidae ingår i släktet Vriesea och familjen Bromeliaceae. Inga underarter finns listade i Catalogue of Life.